# 越来賢雄
越来 賢雄（ごえく けんゆう、？ - 1469年?）は、15世紀琉球王国の武将である。唐名は夏居数（かきょすう）。鬼大城（うにうふぐしく）の名で知られる。越来は後に越来間切の総地頭となって以降のものであり以前は大城賢雄（うふぐしくけんゆう）であった。

## 概要
童名は松金。二人の弟がいた。父は沖縄県本島中部の一帯を支配した安慶名大川按司一世の四男・喜屋武按司一世の子・喜屋武按司二世で栄野比大屋子という。幼くして父を亡くし、母の実家、美里間切知花村大城（沖縄市知花地区）で成長する。
琉球王国の正史（歴史書）である『球陽』によれば、人並みはずれた体格で武勇に優れ、狼虎の如しと例えられる。そこで周囲の人は鬼大城と渾名した。一帯を治めた越来王子尚泰久に二人の弟と共に仕え、尚泰久が王位を継ぐと共に王府・首里へと登る。王女百度踏揚が阿麻和利に嫁ぐに当って、その従者（付役）となる。
阿麻和利の叛意を知り、百度踏揚を背負って城から逃げ出した。王城にたどり着いてから、追っ手の軍勢を追い返している。そして、王から討伐軍の指揮を任され二人の弟と共に軍を率いて勝連城を包囲するが、城は堅固で攻めあぐねた。一計を案じて、自ら女装して城に忍び込み、油断した阿麻和利を討ち取った。この戦では弟の賢休・賢膺が共に戦死している。
この功績で越来間切（沖縄市越来地区）総地頭職を授けられ、越来親方賢雄と名乗った。更に百度踏揚を妻とする。後に内間金丸（尚円王）擁立のクーデターで、第一尚氏が攻め滅ぼされると忠臣であった越来賢雄も攻められ最期は知花城の中腹にある洞窟に追い込まれ、火攻めの末に殺されたとされている。
子孫は摩文仁間切（糸満市摩文仁地区）総地頭の夏氏摩文仁殿内。
鬼大城が阿麻和利を斬ったとされる刀が昭和初期まで伝来していたが、沖縄戦以後は不明である。
沖縄市知花地区には彼のものと伝えられる墓があり、現在は市指定文化財となっている。
なお、本人が要職に就いていたのは間違いないにしても、親方号が琉球で使用されたのは17世紀からであり、賢雄という名も子孫が後に定めたものと考えられている。